# Viborg Domsogn
Viborg Domsogn er et sogn i Viborg Domprovsti (Viborg Stift). Sognet ligger i Viborg Kommune; indtil Kommunalreformen i 1970 lå det i Nørlyng Herred (Viborg Amt). I Viborg Domsogn ligger Viborg Domkirke og Gråbrødre Klosterkirke.
I Viborg Domsogn findes flg. autoriserede stednavne:
- Loldrup (bebyggelse, ejerlav)
- Loldrup Sø (vandareal)
- Undallslund (areal, bebyggelse)